# Herman Ottó-emléklap
A Herman Ottó-emléklap a magyar karszt- és barlangkutatás előbbrevitelét szolgáló, kiemelkedő munkásság elismerésére csoportoknak adható díj. 1962 óta ítéli oda a Magyar Karszt- és Barlangkutató Társulat közgyűlése a társulat érembizottságának javaslata alapján.

## Története
1962. január 21-én a Magyar Karszt- és Barlangkutató Társulat közgyűlése a vezetőség és a választmány előterjesztésére határozatot hozott kitüntető emlékérmek és emléklapok alapításáról.

## Herman Ottó-emléklappal kitüntetettek
- 1962. Kinizsi Természetbarát Egyesület Barlangkutató Szakosztálya
- 1965. Szabó József Geológiai Technikum
- 1966. Fővárosi Tanács Sportkörének Természetbarát Szakosztálya
- 1974. Miskolci Herman Ottó Barlangkutató Csoport
- 1975. Miskolci Herman Ottó Barlangkutató Csoport
- 1976. Alba Regia Barlangkutató Csoport
- 1977. Alba Regia Barlangkutató Csoport
- 1978. Kőbányai Barlangkutató és Hegymászó Szakosztály
- 1979. Mecseki Karsztkutató Csoport
- 1982. VMTE Baradla Barlangkutató Csoport
- 1984. Alba Regia Barlangkutató Csoport
- 1986. Baradla, Papp Ferenc, Kinizsi barlangkutató csoportok
- 1987. Papp Ferenc Barlangkutató Csoport
- 1988. Adamkó Péter, Börcsök Péter, Szablyár Péter
- 1990. 10. UIS Kongresszus Szervező Bizottsága
- 2007. Mikolovits Veronika által vezetett kollektíva
- 2012. bódvaszilasi múzeumalapító kollektíva
- 2018. a Kosztra Barbara által vezetett, társadalmi szemléletformáló kollektíva